# Юзьвяк Валерія Вадимівна
Юзьвяк Валерія Вадимівна (нар. 20 серпня 1999, Ужгород) — українська гімнастка. Призерка чемпіонату світу, Європи та Європейських ігор. Майстер спорту міжнародного класу.

## Біографія
14 лютого 2021 року повідомила про діагностування злоякісної пухлини (рабдоміосаркоми). 25 лютого 2021 року успішно прооперована в Німеччині.

## Кар'єра
Почала займатися художньою гімнастикою у СК "Юність" в м. Ужгород, Україна в групі Катерини Володимирівни Мовчан . У збірній України - з 2014 року. У 2016 році їздила на Олімпійські ігри 2016 запасною у групових вправах.

### 2018
- Чемпіонат світу. Софія. Вправа з 3 м'ячами та 2 скакалками  [5]
- На Чемпіонаті Європи з художньої гімнастики-2018 (Гвадалахара) виграла дві срібні медалі в командних заліках — вона і Євгенія Гомон, Возняк Анастасія, Кобець Дарія, Валерія Ханіна, Діана Мижерицька.

### 2019
- ІІ Європейські ігри. Мінськ. Вправа з 3 обручами та 4 булавами [6]

#### 2019
На чемпіонаті світу разом Анастасією Возняк, Марією Височанською, Діаною Мижерицькою та Аліною Бихно посіла дев'яте місце в груповій першості, що дозволило здобути олімпійську ліцензію на Олімпійські ігри в Токіо.

#### 2020
На чемпіонаті Європи, що проходив у Києві, Україна, разом з Анастасією Возняк, Марією Височанською, Маріолою Боднарчук та Діаною Баєвою виграла вправу з п'ятьма м'ячами, срібло у вправі з трьома обручами та чотирма булавами та бронзу у груповому багатоборстві, а разом з юніорками Поліною Карікою, Каріною Сидорак та Меланією Тур здобули перемогу у командному заліку.

## Результати на турнірах
| Рік  | Змагання                          | Команда | ГП | 5 м'ячів | 3 обручі+4 булави |
| ---- | --------------------------------- | ------- | -- | -------- | ----------------- |
| 2019 | Чемпіонат світу                   |         | 9  | 8        |                   |
| 2020 | Гран-прі. "Кубок Дерюгіної". Київ |         | 1  | 1        | 1                 |
| 2020 | Чемпіонат України                 |         | 1  |          |                   |
| 2020 | Чемпіонат Європи                  | 1       | 3  | 1        | 2                 |

## Державні нагороди
- Орден княгині Ольги III ст. (15 липня 2019) — за досягнення високих спортивних результатів на ІІ Європейських іграх 2019 в Мінську (Республіка Білорусь), виявлені самовідданість та волю до перемоги, піднесення міжнародного авторитету України[8]
- Медаль «За працю і звитягу» (8 березня 2021) — за значний особистий внесок у соціально-економічний, науково-технічний, культурно-освітній розвиток Української держави, зразкове виконання службового обов’язку та багаторічну сумлінну працю[9]